# 수사나 도사만테스
수사나 도사만테스(Susana Dosamantes, 본명: 수사나 루에 리에스트라 도사만테스, 1948년 1월 9일~2022년 7월 2일)는 멕시코의 배우이다.